# Europese Handbalfederatie
De Europese handbalfederatie (Engels: European Handball Federation), vaak afgekort tot EHF, is het organiserend en controlerend orgaan van het handbal in Europa, dit houdt in dat de EHF de nationale handbalorganisaties van landen in Europa representeert.
De EHF is opgericht op 17 november 1991 in Berlijn. Op het eerste congres van de EHF, op 5 juni 1992, werd beslist dat het hoofdkantoor van de EHF werd gevestigd in Wenen, gezien de centrale ligging in Europa.

## Bestuur
| Designation                                 | Naam                   |
| ------------------------------------------- | ---------------------- |
| President                                   | Michael Wiederer       |
| Vice-president                              | Predrag Bošković       |
| Penningmeester                              | Henrik La Cour Laursen |
| Uitvoerende leden                           | Stefan Lövgren         |
| Uitvoerende leden                           | Gabriella Horváth      |
| Uitvoerende leden                           | Anrijs Brencans        |
| Voorzitter van Competitions Commissie       | Božidar Đurković       |
| Voorzitter van Methods Commissie            | Jerzy Eliasz           |
| Voorzitter van de Beach Handball Commissie  | Ole R. Jørstad         |
| Voorzitter van de professionele handbalraad | Xavier O'Callaghan     |
| Voorzitter van de Vrouwen handbalraad       | Narcisa Lecușanu       |

## Commissies
| Commissies                              | Chairman/Chairwomen     |
| --------------------------------------- | ----------------------- |
| EHF Beach Handbal Commissie             | Ole R. Jørstad          |
| EHF Competitie Commissie                | Božidar Đurković        |
| EHF van Hof van Beroep                  | Markus Plazer           |
| EHF Raad van Arbitrage                  | Francesco Purromuto     |
| EHF Hof van Handbal                     | Panos Antoniou          |
| EHF Methods Commissie                   | Jerzy Eliasz            |
| EHF Nationale raad                      | Morten Stig Christensen |
| EHF Professioneel Handbalbord           | Xavier O'Callaghan      |
| EHF Technische scheidsrechterscommissie | Dragan Nachevski        |
| EHF Dameshandbalraad                    | Narcisa Lecușanu        |

## Toernooien

### Landenteams
- Europees kampioenschap mannen
- Europees kampioenschap vrouwen
- Europees kampioenschap mannen onder 20
- Europees kampioenschap vrouwen onder 19
- Europees kampioenschap mannen onder 18
- Europees kampioenschap vrouwen onder 17
- European Open handbal kampioenschappen mannen
- European Open handbal kampioenschappen vrouwen
- EHF Challenge Trophy
- EHF Nations' Cup – Voormalig

### multi-sport evenementen
- Europees Olympisch Jeugdfestival

### Clubteams

#### Heren
De belangrijkste Europese toernooien die de EHF organiseert zijn:
- EHF Champions League

- EHF European League, voorheen IHF Cup en EHF Cup genoemd.
- EHF European Cup, voorheem City Cup en Challenge Cup genoemd.

- EHF Cup Winners' Cup – Voormalig

| Jaren        | Competities      | Competities      | Competities     | Competities   |
| ------------ | ---------------- | ---------------- | --------------- | ------------- |
| 1956 - 1981  | Champions Cup    | Cup Winners’ Cup | IHF Cup         |               |
| 1981 - 1993  | Champions League | Cup Winners’ Cup | EHF Cup         |               |
| 1993 - 2000  | Champions League | Cup Winners’ Cup | EHF Cup         | City Cup      |
| 2000 - 2012  | Champions League | Cup Winners’ Cup | EHF Cup         | Challenge Cup |
| 2012 - 2020  | Champions League | EHF Cup          | EHF Cup         | Challenge Cup |
| 2020 - heden | Champions League | European League  | European League | European Cup  |

#### Dames
De belangrijkste Europese toernooien die de EHF organiseert zijn:
- EHF Champions League

- EHF European League, voorheen IHF Cup en EHF Cup genoemd.

- EHF European Cup, voorheem Euro City Cup en Challenge Cup genoemd.
- EHF Cup Winners' Cup – Voormalig

| Jaren        | Competities      | Competities      | Competities     | Competities   |
| ------------ | ---------------- | ---------------- | --------------- | ------------- |
| 1960 - 1981  | Champions Cup    | Cup Winners’ Cup | IHF Cup         |               |
| 1981 - 1993  | Champions League | Cup Winners’ Cup | EHF Cup         |               |
| 1993 - 2000  | Champions League | Cup Winners’ Cup | EHF Cup         | City Cup      |
| 2000 - 2016  | Champions League | Cup Winners’ Cup | EHF Cup         | Challenge Cup |
| 2016 - 2020  | Champions League | EHF Cup          | EHF Cup         | Challenge Cup |
| 2020 - heden | Champions League | European League  | European League | European Cup  |

## Aangesloten leden
| Land                     | Naam | Afk.           | Voorzitter                 | Opr. | IHF  | EHF  | Leden   | Ver.  |
| ------------------------ | --- | -------------- | -------------------------- | ---- | ---- | ---- | ------- | ----- |
| Albanië                  | Federata Shqiptare E Hendbollit                                                                         | FHK            | Nesim Jahollari            | ?    | 1992 | 1992 |         |       |
| Andorra                  | Federacio Andorrana D'handbol                                                                           | FHK            | Gerard Pifarré Ros         | ?    | 2011 | 2011 |         |       |
| Armenië                  | Հայաստանի հանդբոլի ֆեդերացիայի                                                                          | AHF            | Sargis Grigoryan           | ?    | 1992 | 1992 |         |       |
| Azerbeidzjan             | Azərbaycan Həndbol Federasiyası                                                                         | AHF            | Heydar Babayev             | ?    | 1992 | 1992 |         |       |
| België                   | Union royale belge de handball Koninklijke belgische handbalbond Königlicher Belgischer Handballverband | URBH KBHB KBHV | Piet Moons                 | 1956 | 1946 | 1991 |         |       |
| Bosnië en Herzegovina    | Rukometni Savez Bosne I Hercegovine                                                                     | RSBH           | Mirsad Sirco               | 1948 | 1996 | 1996 |         |       |
| Bulgarije                | Българска федерация по хандбал                                                                          | БфХ            | Rositsa Bakardzhieva Koeva | ?    | 1964 | 1991 |         |       |
| Cyprus                   | Κυπριακή Ομοσπονδία χάντμπολ                                                                            | ΚΟχ            | Charalambos Lottas         | ?    | 1974 | 1991 |         |       |
| Denemarken               | Dansk Håndbold Forbund                                                                                  | DHF            | Per Bertelsen              | 1935 | 1946 | 1991 | 105.033 | 808   |
| Duitsland                | Deutscher Handballbund                                                                                  | DHB            | Andreas Michelmann         | 1949 | 1950 | 1991 | 756.987 | 4.356 |
| Estland                  | Eesti Käsipalliliit                                                                                     | EKL            | Pirje Orasson              | ?    | 1992 | 1992 | 2.301   | 18    |
| Faeröer                  | Hondboldtsamband Föroya                                                                                 | HSF            | Gunn Ellefsen              | ?    | 1980 | 1991 |         |       |
| Finland                  | Suomen Käsipalloliitto                                                                                  | SKL            | Jari Henttonen             | ?    | 1964 | 1991 |         |       |
| Frankrijk                | Fédération française de handball                                                                        | FFHB           | Joël Delplanque            | 1941 | 1946 | 1991 | 518.728 | 2.387 |
| Georgië                  | საქართველოს ეროვნული ხელბურთის ასოციაციის                                                               | GNHF           | Zurab Kakabadze            | 1956 | 1992 | 1992 |         |       |
| Griekenland              | Ομοσπονδία Χειροσφαιρίσεως Ελλάδος                                                                      | OXE            | Konstantinos Gkandis       | 1979 | 1978 | 1991 |         |       |
| Hongarije                | Magyar Kézilabda-szövetség                                                                              | MKS            | Iván Vetési                | 1933 | 1945 | 1991 |         |       |
| Ierland                  | Irish Olympic Handball Association                                                                      | IOHA           | Fintan Lyons               | ?    | 1984 | 1991 |         |       |
| IJsland                  | Handknattleikssamband Íslands                                                                           | HSÍ            | Guðmundur B. Ólafsson      | 1957 | 1984 | 1991 | 8.576   | 25    |
| Israël                   | איגוד הכדוריד הישראלי                                                                                   | IHA            | Doron Simchi               | ?    | 1996 | ?    |         |       |
| Italië                   | Federazione Italiana Giuoco Handball                                                                    | FIGH           | Francesco Purromuto        | ?    | 1968 | 1991 |         |       |
| Kosovo                   | Federata E Hendbollit E Kosoves                                                                         | FHK            | Eugen Saraçini             | ?    | ?    | ?    |         |       |
| Kroatië                  | Hrvatski rukometni savez                                                                                | HRS            | Tomislav Grahovac          | 1941 | 1992 | 1992 |         |       |
| Letland                  | Latvijas Handbola Federacija                                                                            | LHF            | Martins Bicevsks           | ?    | 1992 | 1992 |         |       |
| Liechtenstein            | Liechtensteiner Handball-Verband                                                                        | LHV            | Uschi Bodenmann            | ?    | 1980 | 1991 |         |       |
| Litouwen                 | Lietuvos Rankinio Federacija                                                                            | LRF            | Donatas Pasvenskas         | ?    | 1992 | 1992 |         |       |
| Luxemburg                | Fédération luxembourgeoise de handball                                                                  | FLH            | Romain Schockmel           | ?    | 1946 | 1991 |         |       |
| Noord-Macedonië          | Ракометна федерација на Македонија                                                                      | MHF            | Zivko Mikaetov             | 1949 | 1993 | 1992 |         |       |
| Malta                    | Malta Handball Association                                                                              | MHA            | Louis Borg                 | 1995 | 1996 | 1996 |         |       |
| Moldavië                 | Federatia Moldoveneasca de handbalul                                                                    | FMH            | Piatac Nicolae             | ?    | 1992 | 1992 |         |       |
| Monaco                   | Fédération monégasque de handball                                                                       | FMHB           | ?                          | ?    | ?    | ?    |         |       |
| Montenegro               | Rukometni savez Crne Gore                                                                               | RSCG           | Predrag Boskovic           | 1958 | 2007 | 2007 |         |       |
| Noorwegen                | Norges Håndballforbund                                                                                  | NHF            | Kåre Geir Lio              | 1937 | 1946 | 1991 | 120.459 | 828   |
| Nederland                | Nederlands Handbal Verbond                                                                              | NHV            | Roel Goffin                | 1935 | 1946 | 1991 | 49.378  | 374   |
| Oekraïne                 | Федерація Гандболу України                                                                              | UHF            | Andriy Melnyk              | 1992 | 1992 | 1992 |         |       |
| Oostenrijk               | Österreichischer Handballbund                                                                           | ÖHB            | Gerhard Hofbauer           | 1925 | 1945 | 1991 | 23.683  | 170   |
| Polen                    | Związek Piłki Ręcznej w Polsce                                                                          | ZPRP           | Andrew Kraśnicki           | 1928 | 1946 | 1991 |         |       |
| Portugal                 | Federação de Andebol de Portugal                                                                        | FAP            | Miguel Laranjeiro          | 1939 | 1946 | 1991 |         |       |
| Roemenië                 | Federaţia Română de Handbal                                                                             | FRH            | Alexandru Dedu             | 1936 | 1948 | 1991 |         |       |
| Rusland                  | Союза гандболистов Россия                                                                               | HUR            | Sergueï Chichkarev         | 1992 | 1992 | 1992 |         |       |
| Servië                   | Рукометни савез Србије                                                                                  | RSS            | Velmir Marjanovic          | ?    | 1950 | 1991 |         |       |
| Slovenië                 | Rokometna Zveza Slovenije                                                                               | RZS            | Franjo Bobinac             | 1949 | 1992 | 1992 |         |       |
| Slowakije                | Slovensky Zvaz Hadzanej                                                                                 | SZH            | ?                          | ?    | ?    | 1992 |         |       |
| Spanje                   | Real Federación Española de Balonmano                                                                   | RFEBM          | José Javier Hombrados      | 1941 | 1948 | 1991 |         |       |
| Tsjechië                 | Cesky Svaz Hazene                                                                                       | CSH            | Radek Bendl                | ?    | 1993 | 1992 |         |       |
| Turkije                  | Türkiye Hentbol Federasyonu                                                                             | THF            | Bilal Eyuboglu             | ?    | 1978 | ?    |         |       |
| Verenigd Koninkrijk      | British Handball Association                                                                            | BHA            | Paul Bray                  | ?    | 1970 | 1991 |         |       |
| Wit-Rusland              | Белорусская федерация гандбола                                                                          | Бфг            | Vladimir Konoplev          | ?    | 1992 | 1992 |         |       |
| Zweden                   | Svenska Handbollförbundet                                                                               | SHF            | Hans Vestberg              | 1935 | 1946 | 1991 | 103.962 | 404   |
| Zwitserland              | Fédération suisse de handball Schweizerischer Handball-Verband Federazione Svizzera di Pallamano        | FSH SHV FSP    | Ulrich Rubeli              | 1974 | 1946 | 1991 | 18.958  | 247   |
| Geassocieerde federaties | |                |                            |      |      |      |         |       |
| Engeland                 | English Handball Association                                                                            | EHA            | ?                          | ?    | ?    | ?    |         |       |
| Schotland                | Scottish Handball Association                                                                           | SHA            | ?                          | ?    | ?    | ?    |         |       |